# Ira'ara (Fuiloro)
Ira'ara (Irara, Ira-ara, Ilara) ist ein Ort und Aldeia im Osten von Osttimor. Er befindet sich im Suco Fuiloro (Verwaltungsamt Lospalos, Gemeinde Lautém), am Ostrand der Gemeindehauptstadt Lospalos. Zur Aldeia gehören 1168 Personen.

## Persönlichkeiten
- Afonso Sávio (1946–1979), Freiheitskämpfer
- Faustino dos Santos (1957–2020),  Freiheitskämpfer und Politiker
- Armando dos Santos Lopes (* 1966), Politiker